# Glutlöscher

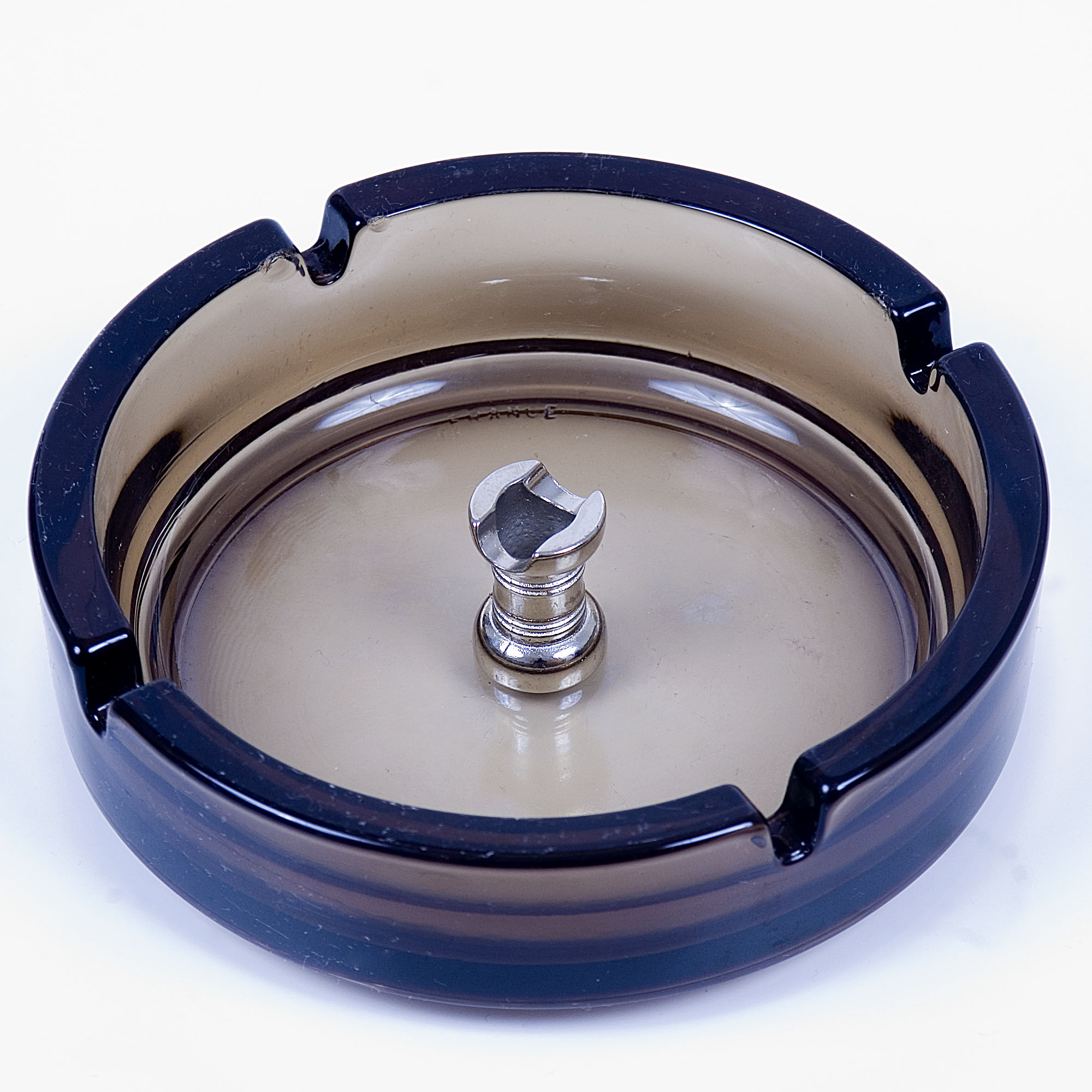
Aschenbecher mit Glutlöscher

Ein Glutlöscher, auch Glutkiller, dient zum Löschen der Glut von Zigaretten oder Zigarillos, ohne dass die Zigarette auf dem Boden des Aschenbechers zerdrückt werden muss. Glutlöscher sind in Tabakwarenfachgeschäften erhältlich.
Es existieren verschiedene Ausführungen:
- Ein zylindrischer kleiner Metallbehälter mit Boden.
- Ein Kleinzylinder aus Metall ohne Boden. Diese Ausführung verhindert, dass sich Asche am Boden ansammelt und erleichtert das Reinigen des Glutlöschers.